# Далекі близькі роки
«Далекі близькі роки» — радянський чорно-білий художній фільм, знятий режисером Камілем Ярматовим на кіностудії «Узбекфільм» в 1976 році.

## Сюжет
Двадцяті роки. У пісках Хорезмської республіки, прикриваючись прапором ісламу, нишпорять добірні кіннотники Джунаїд-хана, який заволодів золотом хівинського банку і шукає зброю, щоб почати кровопролитну війну з Радянською владою. Комуніст Джума Матніязов який під ім'ям емірського посланника заручається підтримкою полковника Ішанкулова, зриває плани Джунаїд-Хана — і караван із золотом потрапляє до чекістів.

## У ролях
- Шукур Бурханов — Матніяз Байсунов, батько Джуми (роль озвучив Сергій Курилов)
- Пулат Саїдкасимов — Джума Матніязов, син Байсунова (роль озвучив Олександр Бєлявський)
- Юрій Пузирьов — Кирило Акимович Карташов
- Закір Мухамеджанов — Джунаїд-хан
- Санат Діванов— Азіз Таліпович Різаєв, секретар ЦК компартії Хорезмської народної радянської республіки
- Баба Аннанов — Курбан Ішанкулов, полковник
- Джавлон Хамраєв — Оманіяз-огли
- Саїдкаміль Умаров — Міркаміл Міршарапов
- Тургун Азізов — Атамаскулов
- Якуб Ахмедов — Ібрагімов
- Вахаб Абдуллаєв — епізод
- Хабіб Нариманов — Хафіз
- Меліс Абзалов — епізод
- Ульмас Аліходжаєв — епізод
- Максуд Атабаєв — епізод
- Артик Джаллиєв — Мерід, командуючий військами іслама Великого Шейха Джунаїд-хана
- Сагді Табібуллаєв — Таджи-ака
- Джура Таджиєв — епізод
- Анвар Кенджаєв — епізод
- Володимир Прохоров — матрос
- Микола Бармін — Карпенко, балтийський матрос
- Артур Нищонкін — матрос
- Микола Смирнов — боцман Неделя
- Турсун Імінов — епізод
- Олексій Розанцев — епізод
- Ях'йо Файзуллаєв — чекіст (немає в титрах)
- Кудрат Ходжаєв — Анвар (немає в титрах)

## Знімальна група
- Сценарій: Михайло Мелкумов, Каміль Ярматов
- Режисер-постановник: Каміль Ярматов
- Оператор-постановник: Мирон Пенсон
- Художник-постановник: Вадим Добрін
- Композитор: Фелікс Янов-Яновський
- Режисери: Ю. Бзаров, С. Шамшаров
- Оператор: Н. Гулямов
- Звукооператор: Н. Шадієв
- Консультант: Е. Юсупов
- Монтажер: Г. Панн
- Редактор: К. Гельдиєва
- Художники-гримери: Х. Таджиєв, С. Щербакова
- Художник по костюмам: Р. Сулейманов
- Комбіновані зйомки:
  - оператор: А. Шкарін
  - художник: Х. Рашитов
- Асистенти
  - режисера: Т. Джураєв, А. Унарбаєв
  - оператора: А. Саїбджанов, Ф. Фатихов
  - художника: С. Шерстюк
- Диригент: Давид Штильман
- Директори картини: У. Тухтаєв, Л. Верлоцький